# 商丘医学高等专科学校
商丘医学高等专科学校是一所位于中华人民共和国河南省商丘市的普通高等专科院校，学校前身是始建于1921年的“归德圣保罗医院护士学校”。

## 历史沿革
- 1921年，归德圣保罗医院护士学校成立。
- 1931年，更名商丘圣保罗医院附设高级护士职业学校。
- 1941年，更名同仁会归德医院高级护士执业学校。
- 1946年，更名商丘圣保罗医院附设高级护士执业学校。
- 1951年，更名河南省第五护士学校。
- 1952年，更名河南省商丘护士学校。
  - 1953年，河南省商丘护士学校撤销，参与合并组建河南省郑州卫生学校。
- 1956年，原河南省商丘护士学校部分资源，建立商丘专区护士人员培训班。
- 1958年，更名商丘专区人民医院附属卫生学校。
- 1959年，更名开封专区（商丘）医院护士学校。
- 1960年，更名河南商丘护士学校。
  - 1962年，暂停办学。
- 1964年，更名商丘专区半工半读护士学校。
  - 1966年，暂停办学。
- 1971年，更名商丘地区人民医院附属卫生学校。
- 1975年，更名河南省商丘地区卫生学校。
- 1997年，更名商丘市卫生学校。
- 2004年，升格商丘医学高等专科学校。[2]

## 院系设置
临床医学院、护理学院、口腔医学院、医学技术学院、药学院、继续教育学院、基础医学部、公共学科部、思想政治理论教学部

## 附属医院
- 第一附属医院（商丘市第一人民医院）
- 第二附属医院（商丘市中心医院）
- 附属柘城医院（柘城县人民医院）[4]
- 附属中医院（商丘市中医院）[5]

## 知名校友
- 宋静 第45届南丁格尔奖章获得者 河南省柘城县人民医院护理部主任[6]
- 吴静芳 第33届南丁格尔奖章获得者 原河南省商丘地区医院护理部主任[7]